# Pas (karty)
Pas – w grach karcianych rezygnacja z dalszej licytacji lub gry, oświadczenie używane między innymi podczas licytacji w brydżu.
W znaczeniu przenośnym oznacza rezygnację z jakiejś czynności, uznanie że nie ma się szans na jej wykonanie, poddanie się.
Regionalnie spotyka się inne nazwy, np. „porządek” w baśce